# Paio Correia
Paio Correia “o Alvarazento” (1250 -?) foi um militar, nobre e Cavaleiro medieval do Reino de Portugal. Teve o Senhorio de Farelães. Participou em 1248 na Conquista de Sevilha.

## Relações familiares
Foi filho de Pêro Pais Correia (1200 -?) e de Dórdia Pais de Aguiar (1210 -?) filha de Pero Mendes de Aguiar (1140 -?) e de Estevainha Mendes de Gundar (1175 -?). Casou com Maria Mendes de Melo, filha de Mem Soares de Melo (1195 - 1262) e de D. Teresa Afonso Gato (1220 -?), de quem teve:
1. Afonso Correia (1300 -?) casou com Brites Martins da Cunha, filha de Rui Martins de Nomães e de Senhorinha Rodrigues (de Portocarreiro) Bifardel;
2. Sancha Pais Correia casou com Fernão Afonso de Cambra filho de Afonso Anes de Cambra (?- Março de 1272) e de Urraca Pires da Ribeira;
3. Dordia Pais Correia, foi comendadeira de Santos entre 1320 e 1322;
4. Maria Pais Correia;